# Umaghlesi Liga
Umaghlesi Liga (georgiska: უმაღლესი ლიგა) var den högsta fotbollsdivisionen i Georgien mellan 1990 och 2016. Den var sedan 1990 varit organiserad av den Professionella Fotbollsligan i Georgien och den georgiska fotbollsfederationen (GFF). Från 1927-1989 spelades ligan som en regional turnering inom Sovjetunionen. Under dess avslutande säsong mellan augusti och november 2016 spelade 14 klubbar i ligan som vanns av FK Samtredia. 
2017 ersattes Umaghlesi Liga av Erovnuli Liga (sv: nationella ligan) som den nya högsta divisionen i georgisk fotboll.

## Ligamästare

### Sovjettiden (1927-1989)
| - 1927: Batumi XI - 1928: Tbilisi XI - 1929–1935: Spelades ej - 1936: ZII Tbilisi - 1937: Lokomotivi Tbilisi - 1938: Dinamo Batumi - 1939: Nauka Tbilisi - 1940: Dinamo Batumi - 1941–1942: Spelades ej - 1943: ODKA Tbilisi | - 1944: Spelades ej - 1945: Lokomotivi Tbilisi - 1946: Dinamo Kutaisi - 1947: Dinamo Sochumi - 1948: Dinamo Sochumi - 1949: Torpedo Kutaisi - 1950: TODO Tbilisi - 1951: TODO Tbilisi - 1952: TTU Tbilisi - 1953: TTU Tbilisi - 1954: TTU Tbilisi - 1955: Dinamo Kutaisi | - 1956: Lokomotivi Tbilisi - 1957: TTU Tbilisi - 1958: TTU Tbilisi - 1959: Metalurgi Rustavi - 1960: Imereti Kutaisi - 1961: Guria Lantjchuti - 1962: Imereti Kutaisi - 1963: Imereti Kutaisi - 1964: IngurGES Zugdidi - 1965: Tolia Tbilisi - 1966: Guria Lantjchuti - 1967: Mertschali Macharadze | - 1968: SKA Tbilisi - 1969: Sulori Vani - 1970: SKIF Tbilisi - 1971: Guria Lantjchuti - 1972: Lokomotiv Samtredia - 1973: Dinamo Zugdidi - 1974: Metalurgi Rustavi - 1975: Magaroeli Tjiatura - 1976: SKIF Tbilisi - 1977: Mziuri Gali - 1978: Kolcheti Poti - 1979: Metalurgi Rustavi | - 1980: Mesjachte Tqibuli - 1981: Mesjachte Tqibuli - 1982: Mertschali Macharadze - 1983: Samgulari Tsqaltubo - 1984: Metalurgi Rustavi - 1985: Sjadrevani-83 Tsqaltubo - 1986: Sjevardeni Tbilisi - 1987: Mertschali Macharadze - 1988: Kolcheti Poti - 1989: Sjadrevani-83 Tsqaltubo |

### Sedan självständigheten (1990-2016)
| - 1990: Iberia Tbilisi* - 1991: Iberia Tbilisi* - 1991/1992: FK Dinamo Tbilisi - 1992/1993: FK Dinamo Tbilisi - 1993/1994: FK Dinamo Tbilisi - 1994/1995: FK Dinamo Tbilisi - 1995/1996: FK Dinamo Tbilisi - 1996/1997: FK Dinamo Tbilisi - 1997/1998: FK Dinamo Tbilisi - 1998/1999: FK Dinamo Tbilisi | - 1999/2000: Torpedo Kutaisi - 2000/2001: Torpedo Kutaisi - 2001/2002: Torpedo Kutaisi - 2002/2003: FK Dinamo Tbilisi - 2003/2004: WIT Georgia Tbilisi - 2004/2005: FK Dinamo Tbilisi - 2005/2006: Sioni Bolnisi - 2006/2007: Olimpi Rustavi** - 2007/2008: FK Dinamo Tbilisi - 2008/2009: WIT Georgia Tbilisi | - 2009/2010: Olimpi Rustavi** - 2010/2011: FK Zestaponi - 2011/2012: FK Zestaponi - 2012/2013: Dinamo Tbilisi - 2013/2014: Dinamo Tbilisi - 2014/2015: Dila Gori - 2015/2016: Dinamo Tbilisi - 2016: FK Samtredia |

* Iberia Tbilisi är det gamla namnet på FK Dinamo Tbilisi

** Olimpi Rustavi är det gamla namnet på Metalurgi Rustavi

### Titlar per klubb
| Klubb                                 | Titlar |
| ------------------------------------- | ------ |
| Dinamo Tbilisi (inkl. Iberia Tbilisi) | 16     |
| Torpedo Kutaisi                       | 3      |
| Metalurgi Rustavi                     | 2      |
| WIT Georgia                           | 2      |
| FK Zestaponi                          | 2      |
| Sioni Bolnisi                         | 1      |
| Dila Gori                             | 1      |
| FK Samtredia                          | 1      |

## Skytteligavinnare
- Lista över skytteligavinnare

| År        | Bästa målskytt       | Klubb                | Mål |
| 1990      | Gidzja Guruli        | Iberia Tbilisi       | 23  |
| 1991      | Otar Korgalidze      | Guria Lantjchuti     | 14  |
| 1991/92   | Otar Korgalidze      | Guria Lantjchuti     | 40  |
| 1992/93   | Merab Megreladze     | Samgurali Tsqaltubo  | 41  |
| 1993/94   | Merab Megreladze     | Margveti Zestaponi   | 31  |
| 1994/95   | Giorgi Daraselia     | Kolcheti Poti        | 26  |
| 1995/96   | Zviad Endeladze      | Margveti Zestaponi   | 40  |
| 1998/99   | Micheil Asjvetia     | Dinamo Tbilisi       | 26  |
| 1999/00   | Zurab Ionanidze      | Torpedo Kutaisi      | 24  |
| 2000/01   | Zaza Zirakisjvili    | Dinamo Tbilisi       | 21  |
| 2001/02   | Suliko Davitasjvili  | Lokomotivi/Merani-91 | 18  |
| 2002/03   | Zurab Ionanidze      | Torpedo Kutaisi      | 26  |
| 2003/04   | Suliko Davitasjvili  | Torpedo Kutaisi      | 20  |
| 2004/05   | Levan Melkadze       | Dinamo Tbilisi       | 27  |
| 2005/06   | Dzjaba Dvali         | Dinamo Tbilisi       | 21  |
| 2006/07   | Sandro Iasjvili      | Dinamo Tbilisi       | 27  |
| 2007/08   | Micheil Chutsisjvili | Dinamo Tbilisi       | 16  |
| 2008/09   | Nikoloz Gelasjvili   | FK Zestaponi         | 20  |
| 2009/10   | Anderson Aquino      | Olimpi Rustavi       | 26  |
| 2010/11   | Nikoloz Gelasjvili   | FK Zestaponi         | 18  |
| 2011/12   | Dzjaba Dvali         | FK Zestaponi         | 20  |
| 2012/13   | Xisco Muñoz          | Dinamo Tbilisi       | 24  |
| 2013/14   | Xisco Muñoz          | Dinamo Tbilisi       | 19  |
| 2014/2015 | Irakli Modebadze     | Dila Gori            | 16  |
| 2015/2016 | Giorgi Kvilitaia     | Dinamo Tbilisi       | 24  |
| 2016      | Budu Zivzivadze      | FK Samtredia         | 11  |